# Iševnica
Iševnica je naselje u Hrvatskoj u sastavu Grada Delnica. Nalazi se u Primorsko-goranskoj županiji.

## Zemljopis
Nalazi se istočno od rječice Kupice. Sjeverozapadno su Krivac, Gusti Laz, Zapolje Brodsko, Brod na Kupi, sjeverno je rijeka Kupa i preko nje Pirče u Sloveniji te Zamost Brodski u Hrvatskoj, sjeveroistočno su Vrh Brodski i Zakrajc Brodski, jugoistočno je Donji Ložac.

## Stanovništvo
| broj stanovnika | 123   | 100   | 93    | 95    | 72    | 70    | 69    | 68    | 52    | 54    | 42    | 45    | 29    | 12    | 20    | 9     | 5     |
|                 | 1857. | 1869. | 1880. | 1890. | 1900. | 1910. | 1921. | 1931. | 1948. | 1953. | 1961. | 1971. | 1981. | 1991. | 2001. | 2011. | 2021. |